# Haupt Nunatak
Haupt Nunatak är en nunatak i Antarktis. Den ligger i Östantarktis. Australien gör anspråk på området. Toppen på Haupt Nunatak är 50 meter över havet.
Terrängen runt Haupt Nunatak är platt åt sydväst, men åt nordost är den kuperad.  Trakten är obefolkad. Det finns inga samhällen i närheten. 